# 佐々木昌信
佐々木 昌信（ささき まさのぶ、1969年8月6日 - ）は、日本の元プロ野球審判員。NPB審判員袖番号は38。東都大学野球連盟審判員。浄土真宗の僧。

## 経歴
群馬県館林市出身。館林市立第一小学校、館林市立第一中学校、群馬県立館林高等学校、大谷大学卒業。
小学校時代は剣道をやっていたが、高校に入ってから本格的に野球を始めたという。実家は浄土真宗の寺で佐々木自身は長男でもあり、実質的には寺の後継者であったため、仏教を学ぶべく大谷大学文学部真宗学科へ入学。父親からは「大学卒業して実家へ帰るまでは好きなことをやって良い」と言われたので、大谷大学でも硬式野球部に入部した。大谷大学時代は一塁手・外野手でプレー、京滋大学野球リーグ公式戦に出場し、大学2年の時にはリーグ優勝も経験し、3年秋のリーグでは外野手でベストナインも受賞している。
佐々木は大学卒業時には社会人野球のチームに入ろうかと思っているうちに、京滋大学野球連盟の審判を指導していたプロ野球審判OBから「プロ野球の審判員のテストを受験してみれば」と勧められた。本人は合格すると思わずにテストを受けたところ、合格したことでプロ野球審判となった。
1992年、セントラル・リーグ審判員。審判員袖番号は38。1995年5月5日の阪神タイガース対広島東洋カープ4回戦において三塁塁審としてデビュー。引退した2020年シーズン終了時点で2414試合出場。オールスターゲーム4回（2000年、2003年、2011年、2019年。2003年第2戦、2019年第1戦で球審）、日本シリーズ6回（2004年、2007年、2009年、2011年、2013年、2015年。2004年第3戦、2007年、2011年第4戦、2013年第1戦、2015年第5戦で球審）の出場。若くして1000試合出場を達成。また、2006年に審判員奨励賞を受賞している。
2009年10月11日、神宮球場で行われた東京ヤクルトスワローズ対中日ドラゴンズで三塁塁審を務めた佐々木は、3-2と中日が1点リードしている7回裏一死一塁の場面で、ジェイミー・デントナが放ったレフトポール際への大飛球を本塁打と判定し、4-3とヤクルトが逆転に成功した。しかし、中日の監督の落合博満がスコアボードで流れたVTRをみて「ファウルだ」と17分間にわたって猛抗議を行った。審判団が協議をしたが、判定は本塁打のまま覆ることはなかった。落合は5分以上の抗議をし、選手を引き揚げさせるなどしたため、遅延行為を理由に退場処分を受け、試合もそのままヤクルトが勝った。
球審を務める際、2012年シーズンまではヘルメットと一体化したマスクを使用していたが、翌2013年からは従来タイプに戻った。球審時のストライクコールや立ち振る舞いが独特である。この独特な立ち振る舞いが話題だった頃、東京ドームの試合で球審を務めた際に、コール時に両手でゲッツのような恰好をすることから、当時巨人ベンチに居た清原和博と元木大介と江藤智に真似をされ、右手で（止めなさい）という仕草をしたというやり取りの映像が、当時放送されていたプロ野球珍プレー好プレーで紹介されたことがある。
2013年よりクルーチーフに昇任。
2014年シーズンより、ストライクコール時の立ち振る舞いが大きく変わっている。
2016年5月17日、福岡ソフトバンクホークス対北海道日本ハムファイターズ9回戦（北九州市民球場）にて二塁塁審を務め、史上64人目の通算2000試合出場を達成した。
2017年の第4回WBCでは、カリフォルニア州サンディエゴで行われた2次ラウンドF組において4試合で審判を務めた。
上述のように実家は真宗大谷派の覚応寺（佛光山覺應寺）であり、佐々木自身も僧侶の資格を持っている。プロ野球のシーズンオフには館林へ帰省して実家の寺の手伝いをしていた。
2020年シーズンをもってNPB審判を引退し前述の実家の寺を継ぐ。最後の出場試合は2020年11月4日にメットライフドームで行われた埼玉西武ライオンズ対北海道日本ハムファイターズ最終戦の三塁塁審だった。また、クルーチーフの役職を維持したままで引退した審判員は、佐々木が初めてである。
2021年より住職の傍ら、東都大学野球連盟の審判員も務める。

## 審判出場記録
- 初出場：1995年5月5日、広島東洋カープ対阪神タイガース4回戦（広島）、三塁塁審
- 出場試合数：2414試合（セ・リーグ1747、パ・リーグ376、交流戦219、日本シリーズ27、オールスター10、クライマックスシリーズ35）
- オールスター出場：4回（2000年、2003年、2011年、2019年）
- 日本シリーズ出場：6回（2004年、2007年、2009年、2011年、2013年、2015年）

(記録は2020年シーズン終了時)

## 表彰
- セントラル・リーグ審判員奨励賞：1回（2006年）
- 最優秀審判員賞：1回（2015年）

（記録は2019年シーズン終了時）

## 著作物
- 『プロ野球 元審判は知っている』（ワニブックス 2022年3月 ISBN 978-4847066719）